# Машина Наталія Вікторівна
Наталія Вікторівна Машина (рос. Наталья Викторовна Машина; нар. 28 березня 1997, Москва, Росія) — російська футболістка, півзахисниця турецького клубу «Фатіх Карагюмрюк» та національної збірної Росії.

## Життєпис
Навчалася в Російському державному соціальному університеті в Москві. Займатися футболом почала у ДЮСШ № 75 «Савеловська». Перший тренер – Олена Володимирівна Небытова.
На клубному рівні виступала за «ЦСП Ізмайлово» та «Росіянку». Срібний призер чемпіонату Росії 2015 року у складі «Росіянки». З 2016 року грала за ЦСКА, володарка Кубку Росії 2017 року, чемпіонка Росії 2019 року.
26 вересня 2020 року перейшла до ЖФК «Зеніт», де провела півтора сезони. Бронзовий призер чемпіонату Росії 2021 та 2022 року. На початку 2022 року перейшла до московського «Локомотиву». У січні 2023 року перейшла до турецького клубу «Фатіх Карагюмрюк».
У складі дівочої збірної Росії WU-17 дебютувала у серпні 2012 року у товариському матчі проти Азербайджану. За молодіжну збірну країни першу гру провела у травні 2014 року – зустріч Турніру розвитку УЄФА з Ізраїлем. У національній збірній Росії дебютувала 6 червня 2016 року у матчі проти Хорватії, а першим голом відзначилася 1 березня 2017 року у ворота Португалії. У складі збірної Росії стала бронзовою призеркою літньої Універсіади 2017 року в Тайбеї. Того ж року виступала на Кубку Алгарве. У футболці збірної Росії стала срібною призеркою Кубку Пінатар 2022.